# PSA Super Series Finals 1993/94
Die 2. PSA Super Series Finals der Herren fanden vom 4. bis 7. Dezember 1993 in Zürich in der Schweiz statt. Das Turnier war mit 55.000 US-Dollar dotiert.
Titelverteidiger Jansher Khan erreichte erneut das Finale, in dem er Peter Marshall mit 8:15, 15:8, 15:7 und 15:9 besiegte.

## Ergebnisse

### Gruppe A

#### Tabelle
| Pos. | Spieler        | Spiele | Sätze |
| ---- | -------------- | ------ | ----- |
| 1    | Jansher Khan   | 3:0    | 9:2   |
| 2    | Peter Marshall | 2:1    | 7:3   |
| 3    | Ross Norman    | 1:2    | 4:8   |
| 4    | Sami Elopuro   | 0:3    | 2:9   |

#### Ergebnisse
| Spieler        | Spieler        | Ergebnis                         |
| -------------- | -------------- | -------------------------------- |
| Jansher Khan   | Sami Elopuro   | 15:6, 15:10, 15:5                |
| Peter Marshall | Ross Norman    | 15:6, 15:3, 15:6                 |
| Jansher Khan   | Ross Norman    | 15:12, 12:15, 15:10, 15:5        |
| Peter Marshall | Sami Elopuro   | 15:6, 15:5, 15:9                 |
| Jansher Khan   | Peter Marshall | 15:11, 15:12, 13:15, 15:5        |
| Ross Norman    | Sami Elopuro   | 15:4, 10:15, 13:15, 15:13, 15:10 |

### Gruppe B

#### Tabelle
| Pos. | Spieler       | Spiele | Sätze |
| ---- | ------------- | ------ | ----- |
| 1    | Rodney Eyles  | 2:1    | 8:5   |
| 2    | Brett Martin  | 2:1    | 8:6   |
| 3    | Phil Whitlock | 1:2    | 5:8   |
| 4    | Jahangir Khan | 1:2    | 4:8   |

#### Ergebnisse
| Spieler       | Spieler       | Ergebnis                         |
| ------------- | ------------- | -------------------------------- |
| Jahangir Khan | Brett Martin  | 15:8, 17:14, 5:15, 8:15, 15:8    |
| Rodney Eyles  | Phil Whitlock | 15:7, 14:15, 15:7, 17:15         |
| Rodney Eyles  | Jahangir Khan | 15:11, 13:15, 15:5 Aufgabe       |
| Brett Martin  | Phil Whitlock | 15:9, 12:15, 15:6, 15:9          |
| Brett Martin  | Rodney Eyles  | 13:15, 15:12, 15:12, 12:15, 15:6 |
| Phil Whitlock | Jahangir Khan | kampflos                         |

### Halbfinale
| Spieler        | Spieler      | Ergebnis                 |
| -------------- | ------------ | ------------------------ |
| Jansher Khan   | Brett Martin | 10:8, 7:9, 9:4, 6:9, 9:2 |
| Peter Marshall | Rodney Eyles | 10:8, 7:9, 9:4, 6:9, 9:2 |

### Finale
| Spieler      | Spieler        | Ergebnis               |
| ------------ | -------------- | ---------------------- |
| Jansher Khan | Peter Marshall | 8:15, 15:8, 15:7, 15:9 |